# Шовкопляс, Алексей Владимирович
Алексей Владимирович Шовкопляс (укр. Олексій Володимирович Шовкопляс; род. 11 февраля 1956, Строевка) — украинский дипломат. Чрезвычайный и Полномочный Посол Украины в Республике Македония (2004—2005). Чрезвычайный и Полномочный Посол Украины в Социалистической Республике Вьетнам (2010—2019) и в Королевстве Камбоджа (по совместительству) (2012—2019). Чрезвычайный и Полномочный Посланник 1-го класса (2011).

## Биография
Родился 11 февраля 1956 года в Строевке.
В 1981 году окончил филологический факультет Харьковского государственного университета.
В 1999 году окончил Национальную юридическую академию имени Ярослава Мудрого.
В 1989—1991 годах — старший редактор Агентства печати «Новости», затем до января 1992 года — второй секретарь, заместитель заведующего информационным отделом Посольства СССР в Шри-Ланке.
В 1992—1994 годах — преподаватель, заместитель декана Харьковского государственного экономического университета.
В 1994—1996 годах — ведущий специалист Комитета международных связей Харьковского облисполкома.
В 1996—1997 годах — замначальника Управления Европы и Америки МИД Украины.
В 1997—2000 годах — советник Посольства Украины в Турции, Временный Поверенный в делах Украины в Турции.
В 2001—2002 годах — заместитель начальника Управления ООН и других международных организаций МИД Украины.
В 2002—2003 годах — и. о. начальника, затем в 2003—2004 годах — начальник Управления информации МИД Украины.
С 5 марта 2004 по 3 ноября 2005 года — Чрезвычайный и Полномочный Посол Украины в Республике Македония.
В 2005—2010 годах — посол по особым поручениям МИД Украины, в 2009—2010 годах — глава делегации Украины в Международной Комиссии по защите реки Дунай.
С 11 июня 2010 по 19 июля 2019 года — Чрезвычайный и Полномочный Посол Украины в Социалистической Республике Вьетнам.
С 25 января 2012 по 19 июля 2019 года — Чрезвычайный и Полномочный Посол Украины в Королевстве Камбоджа по совместительству.
Принимал участие в разработке международных правовых документов, в частности, Конвенции ООН против коррупции.
Возглавлял делегацию Украины на переговорах с основания BLACKSEAFOR.
Представлял Украину в Комитете информации Совета Европы.

## Знание языков
Владеет русским, английским, турецким и македонским языками.

## Личная жизнь
Женат, имеет сына.